# Juan Arroyo (bispo)
Juan Arroyo (falecido a 16 de dezembro de 1656) foi um prelado católico romano que serviu como bispo auxiliar de Sevilha (1654–1656).

## Biografia
No dia 7 de dezembro de 1654, Juan Arroyo foi nomeado durante o papado de Inocêncio X como Bispo Auxiliar de Sevilha e Bispo Titular de Utica. Em 1655, foi consagrado bispo por Pedro Tapia, arcebispo de Sevilha. Arroyo serviu como Bispo Auxiliar de Sevilha até à sua morte a 16 de dezembro de 1656.